# Forst Königssee
Koordinaten: 47° 33′ 46,8″ N, 13° 0′ 29,4″ O

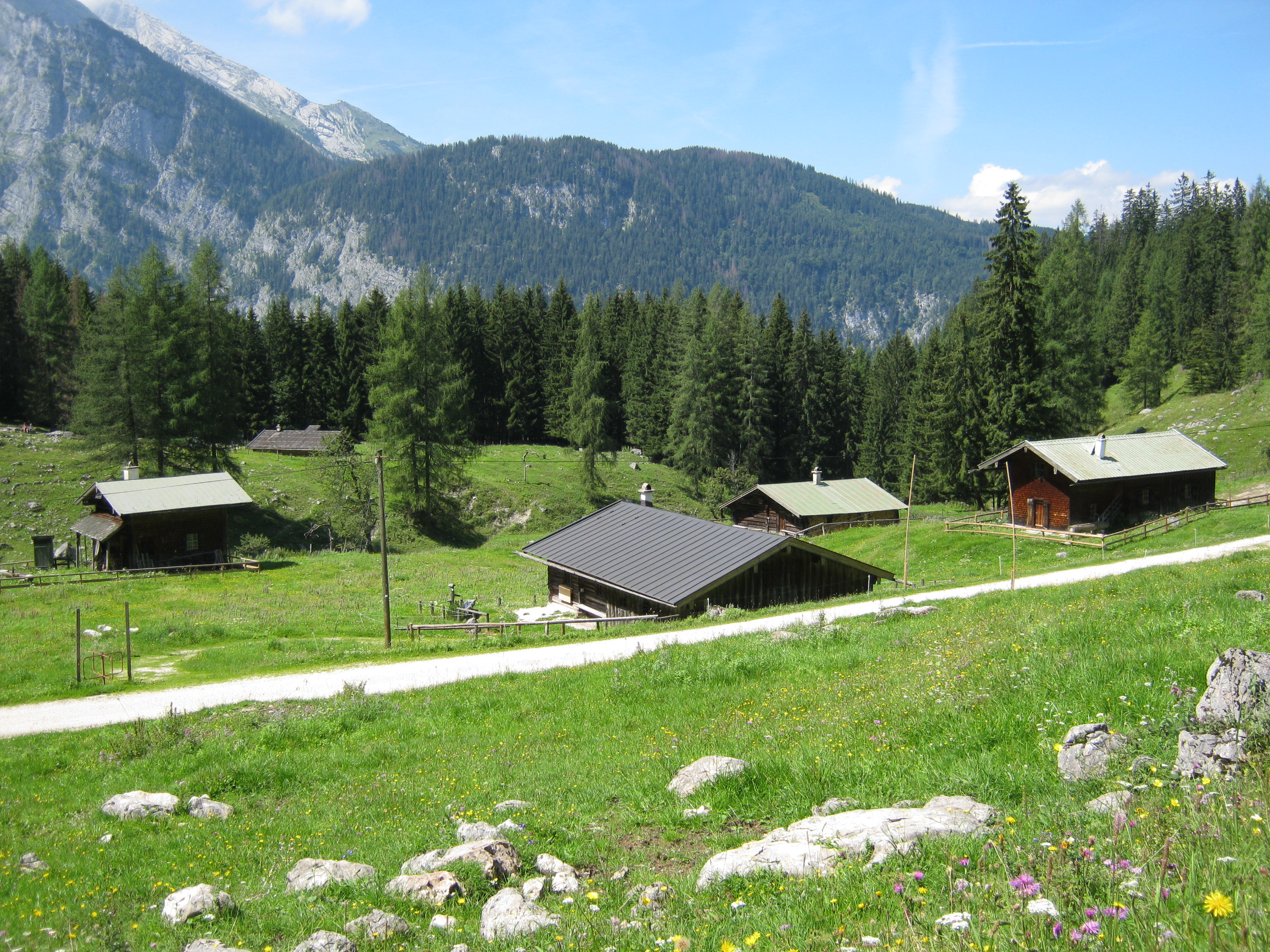
Die Gotzentalalm liegt in der Gemarkung Forst Königssee

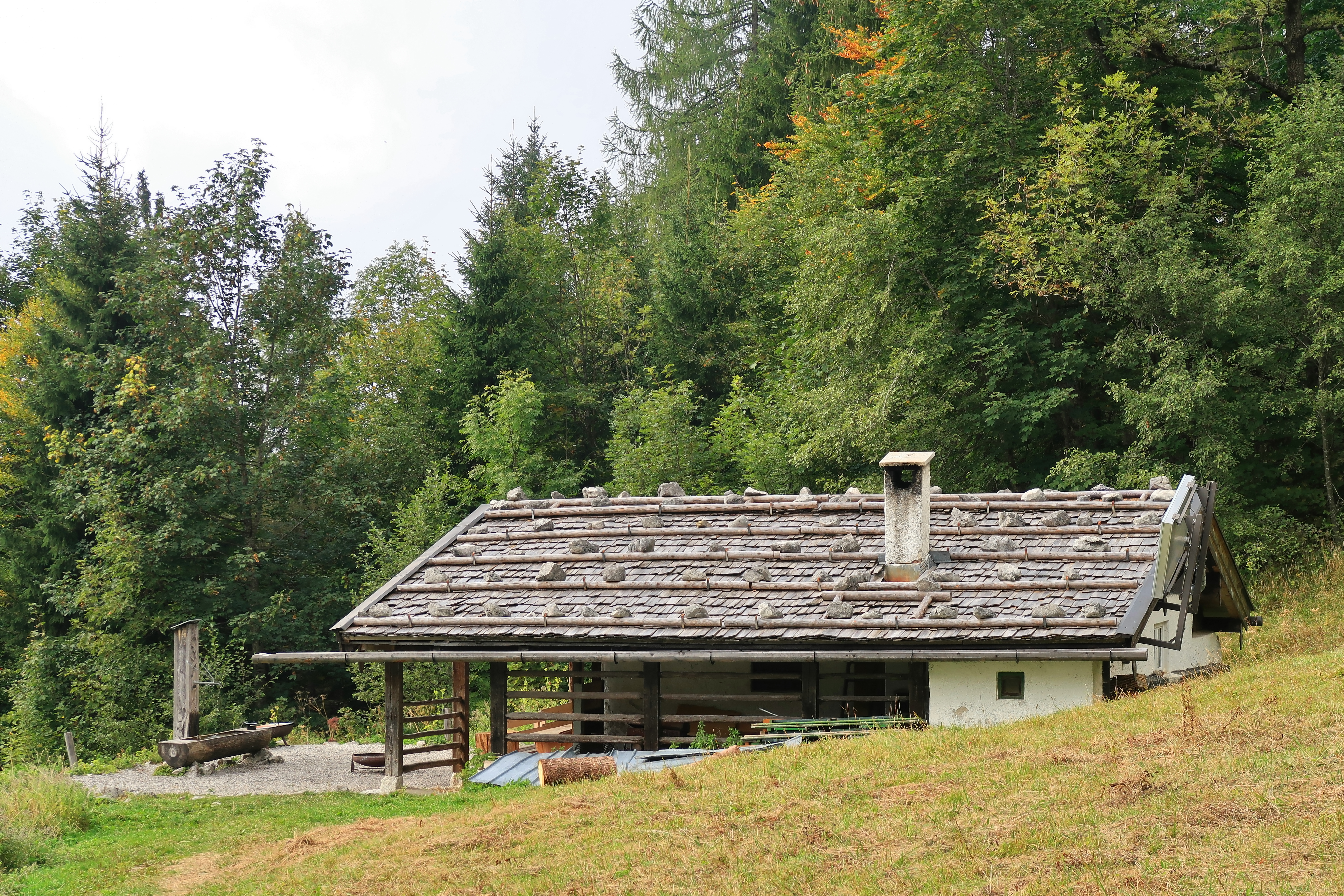
Die Ligeretalm lag ganz im Norden des ehemaligen gemeindefreien Gebiets Forst Königssee und liegt heute in der Gemarkung Salzberg auf dem Gebiet des Marktes Berchtesgaden

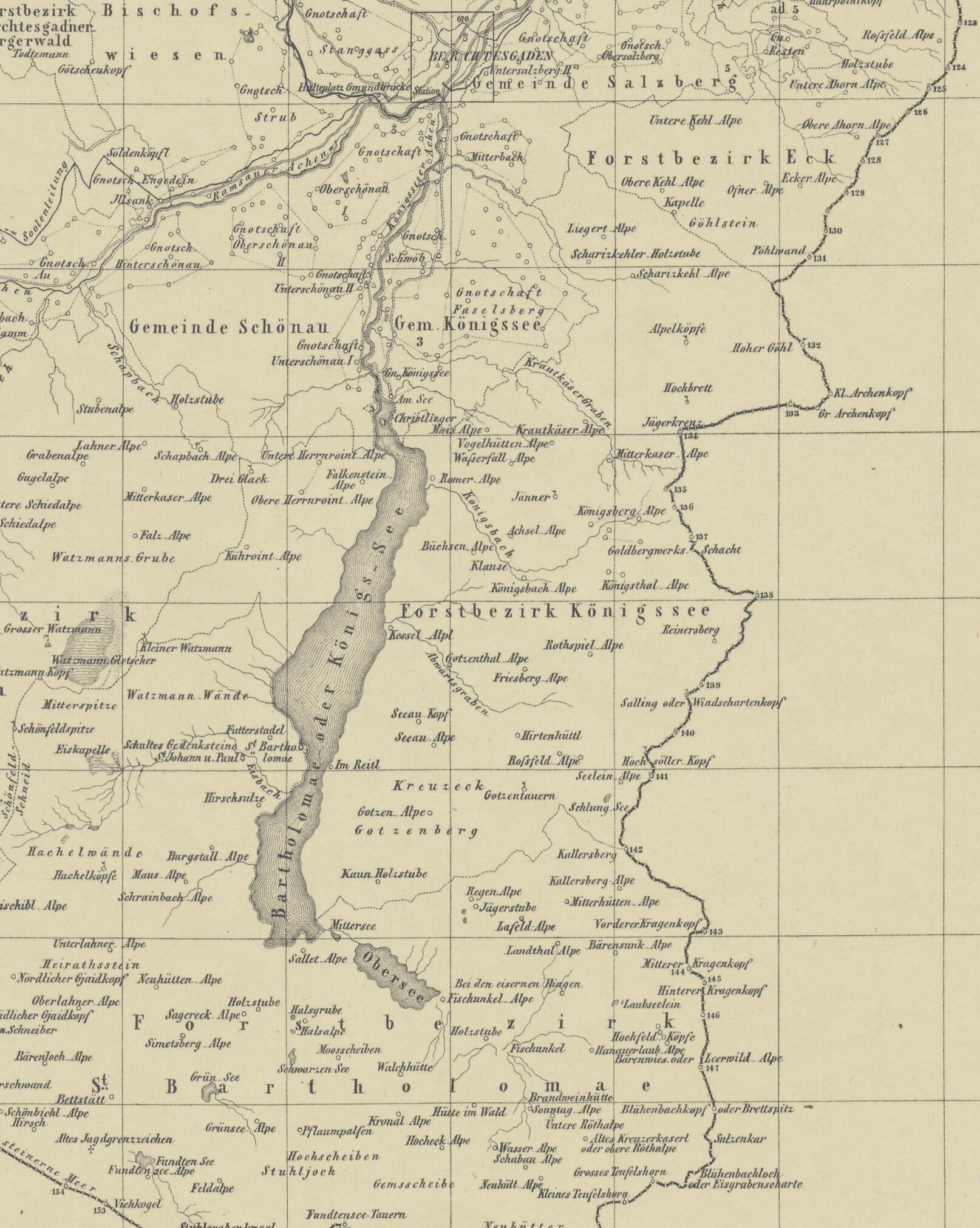
Forst Königssee und Umgebung (Ausschnitt der Amtsgerichts-Übersichtskarte von 1896)

Der Forst Königssee ist eine Gemarkung im oberbayerischen Landkreis Berchtesgadener Land.
Sie liegt vollständig auf dem Gemeindegebiet von Schönau am Königssee und ist etwa 4566 Hektar groß.
Die Gemarkung grenzt im Süden an die Gemarkung Forst Sankt Bartholomä, im Westen an die Gemarkung Ramsauer Forst (099974) und im Norden an die Gemarkungen Schönau (099970), Königssee (099971), Salzberg (099964) und Eck (099964). Im Osten grenzt die Gemarkung an das österreichische Bundesland Salzburg.
Das Gemarkungsgebiet liegt fast vollständig im Nationalpark Berchtesgaden. Der Königssee liegt vollständig auf der Gemarkung Forst Königssee.
Das ehemalige gemeindefreie Gebiet im Landkreis Berchtesgadener Land wurde zum Jahresende 1983 aufgelöst und am 1. Januar 1984 zum überwiegenden Teil (4500 ha) in die Gemeinde Schönau am Königssee eingegliedert und bildet dort die Gemarkung Forst Königssee. Der kleinere Nordteil (383,88 ha) wurde in den Markt Berchtesgaden eingegliedert und dort der Gemarkung Salzberg zugeschlagen. Am 1. Januar 1983 hatte es eine Fläche von 4883,88 Hektar. Die Fläche zum Gebietsstand 1. Oktober 1966 betrug 4885,24 Hektar.